# Vammabanen
| O & K, Plugg, etwa 1915 |                      |                               |                               |
| Umgebungskarte von Askim, 1914 |                      |                               |                               |
| Streckenlänge: | 5,9 km               |                               |                               |
| Spurweite: | 1435 mm (Normalspur) |                               |                               |
| Maximale Neigung: | 70 ‰                 |                               |                               |
| |                      |                               |                               |
| \| \| \| Kykkelsrudsbanen \| \| \| \| \| Indre Østfoldbanen von Ski \| \| \| \| \| Bahnstrecke Askim–Solbergfoss \| \| \| \| 0,0 \| Askim \| Askim \| \| \| \| Østfoldbanen nach Mysen \| \| \| \| \| \| \| \| \| 4,6 \| Vammatoppen \| Vammatoppen \| \| \| 5,9 \| Vamma \| Vamma \| |                      |                               |                               |
| Strecke (außer Betrieb) |                      | Kykkelsrudsbanen              | Kykkelsrudsbanen              |
| Abzweig ehemals geradeaus und von links |                      | Indre Østfoldbanen von Ski    | Indre Østfoldbanen von Ski    |
| Abzweig geradeaus und ehemals von links |                      | Bahnstrecke Askim–Solbergfoss | Bahnstrecke Askim–Solbergfoss |
| Bahnhof | 0,0                  | Askim                         | Askim                         |
| Abzweig ehemals geradeaus und nach links |                      | Østfoldbanen nach Mysen       | Østfoldbanen nach Mysen       |
| Abzweig geradeaus und von links (Strecke außer Betrieb) · Strecke von rechts (außer Betrieb) |                      |                               |                               |
| Betriebs-/Güterbahnhof Streckenende (Strecke außer Betrieb) · Strecke (außer Betrieb) | 4,6                  | Vammatoppen                   | Vammatoppen                   |
| Betriebs-/Güterbahnhof Streckenende (Strecke außer Betrieb) | 5,9                  | Vamma                         | Vamma                         |

Vammabanen war eine nur für den Güterverkehr verwendete Nebenbahn, die ihren Ausgangspunkt in der norwegischen Stadt Askim an der Indre Østfoldbane im Fylke Østfold hatte und im Endausbau zum Wasserkraftwerk Vamma führte.

## Geschichte
Mit Schreiben des Handelsministeriums vom 17. Oktober 1907 erhielten die von Sam Eyde gegründeten Aktiengesellschaften Vamma Fossekompagni und Vamma saltpeterverk die Erlaubnis, eine vier Kilometer lange Nebenbahn vom Bahnhof Askim zum Hof Skjørten für eine geplante Düngemittelfabrik zu errichten. Eyde wollte zudem ein Kraftwerk in Vamma zu bauen, um das geplante Werk in Skjørten mit Strom zu versorgen.
Vor 1907 wurden mehrere Linienvarianten in Betracht gezogen. Es wurde über eine mögliche Verbindung zur westlichen Østfoldbane und eine direkte Verbindung zum Kristianiafjord zwischen Larkollen und Moss oder eine Seilbahn nach Slitu diskutiert, die jedoch schließlich zugunsten der Nähe zum Bahnhof Askim und zur östlichen Østfoldbane abgelehnt wurde. Das Kraftwerk sollte auf der östlichen Seite der Glomma errichtet werden.
Diese Nebenbahn, die als private Industrie- und Baubahn von Vamma Fossekompagniet bezeichnet wurde, wurde 1910 in sechs Monaten von Vammatoppen zum Bahnhof Askim fertiggestellt. Die Länge betrug 4,6 Kilometer.
Zwischen 1907 und 1910 wurde eine provisorische Decauvillebahn errichtet, die vom Bahnhof Askim über Vammaveien an der Moen-Schule vorbei zum Revaugveien, durch den Wald hinunter in das Ravinedalen und wieder hinauf und vorbei am Bauernhof Kveldsro nach Skjørten und von dort zur Zementfabrik in Vamma führte. Mit bis zu 50 Pferden wurden Wagen mit Sand, Kies, Zement und anderen Baumaterialien befördert, wobei wegen der Gleislage zahlreiche Entgleisungen zu verzeichnen waren.
Obwohl die Vammabane ab 1910 am Bahnhof Askim mit der östlichen Østfoldbane verbunden war, kam es zu Verzögerungen beim Bau der Gütergleise und der Umladeflächen am Bahnhof Askim. Sam Eyde gab die Pläne für eine Fabrik und ein Kraftwerk auf und verkaufte das halbfertige Kraftwerk 1912 an Hafslund ASA.
Von 1910 bis 1912 existierte eine Seilbahn vom Ladeplatz Vammatoppen bis zum Kraftwerk, um Baumaterialien, die mit dem Zug geliefert wurden, zur Baustelle des Kraftwerkes zu bringen. Als Hafslund das Kraftwerk und die Strecke von Vamma Fossekompagnie erwarb, wurde die Strecke zum Kraftwerk verlängert. Dieser Streckenteil war 1,3 Kilometer lang und mit einer Steigung von 1:15 sehr steil. Mit 70 ‰ war die Strecke steiler als die Flåmsbana.
Für den ersten Abschnitt wurden Schienen mit einem Metergewicht von 20 kg verwendet, von Vammatoppen bis zum Kraftwerk in Vamma jedoch solche mit 28 kg. Das Gleis zum Kraftwerk wurde 1913 fertiggestellt, womit die Gesamtlänge der gesamten Vammabane 5,9 Kilometer betrug. Unterhalb von Skjørtenhytta wurde eine kurze Strecke gebaut, die als Notbremsstrecke diente, falls die Bremsen ausfallen sollten.
Die letzte Fahrt auf der Strecke erfolgte im Herbst 1961. Die Schienen wurden schnell entfernt, ein großer Teil der Schwellen blieb jedoch noch mehrere Jahre liegen. Später wurden diese ebenfalls entfernt und Teile der Strecke in Fußgänger- und Wanderwege umgewandelt. Vammabanen ist auch als Kanonenbahn bekannt, da die Deutschen während des Zweiten Weltkrieges viele Wagen mit Kriegsmaterial einschließlich Eisenbahnkanonen auf dieser Strecke beförderten und deren Gewicht die Gleislage beschädigten.
In Vammatoppen gab es einen kleinen Lokschuppen, von dem nur Reste in Form des Betonbodens vorhanden sind. Der Prellbock mit der Jahreszahl 1910 steht noch. Die Reste der Bahn wurden in die Liste der norwegischen Kulturgüter aufgenommen.

## Fahrzeuge

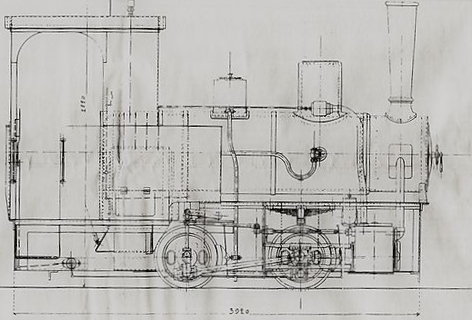
Bauzeichnung der Plugg, 1915

Am 14. November 1910 wurde von Orenstein & Koppel mit der Fabriknummer 4310 die Tenderlokomotive Plugg mit der Achsfolge B angeliefert. Nach der Probefahrt wurde sie für den Kiestransport von der Kiesgrube Brødremoen zum weiteren Streckenbau verwendet.
Weitere Lokomotiven auf dieser und den anderen im Zusammenhang mit den Wasserkraftwerken an der Glomma errichteten Strecken waren die Maur, Vamma, Schuckert, Bayreuth und Dansken, wobei die in Kykkelsrud stationieren Vamma, Schuckert und  Bayreuth vor allem auf der Kykkelsrudbane verwendet wurden.
Während einer Pressefahrt im Jahr 1918 wurde ein älterer 2. Klasse-Personenwagen verwendet, um die Fahrgäste nach Vammatoppen zu befördern.
Die Maur wurde bis 1959 verwendet und dann verschrottet. Die Plugg war von 1912 bis 1961 im Dienst und wurde 1967 in Moss verschrottet. In den letzten Betriebsjahren wurde eine von den Norges Statsbaner (NSB) gemietete Rangierlokomotive vom Typ Skd 214 eingesetzt.